# Laisperänjärvi
Laisperänjärvi är en sjö i Finland. Den ligger i kommunen Enare i landskapet Lappland, i den norra delen av landet, 1 000 km norr om huvudstaden Helsingfors. Laisperänjärvi ligger 135,9 meter över havet. Arean är 39 hektar och strandlinjen är 4,4 kilometer lång. Sjön  ingår i Pasvik älvs huvudavrinningsområde. 